# Перуанский луговой трупиал
Перуанский луговой трупиал (лат. Leistes bellicosus) — вид птиц рода Leistes семейства трупиаловых. Встречается от северного Чили до Эквадора. Выделяют 2 подвида.

## Описание
Клюв самца остроконечный, грудь ярко-красного цвета, бровь белая. Неполовозрелые особи, а также самки имеют на теле небольшое количество красного цвета, либо не имеют его вообще. Брови беловатого цвета; хвост достаточно короток.

## Среда обитания
Встречаются до высоты 2500 м.

## Питание
Представители данного вида, как правило, питаются на земле. Порой некрупными группами.

## Продолжительность поколения
Продолжительность поколения представителей данного вида составляет 4,3 года.

## Популяция
Популяция перуанских луговых трупиалов стабильна.